# F.U.E.P.
F. U. E. P. je prvi EP koji je izdala britnaska kantautorica Lily Allen 31. ožujka 2009. na iTunesu

## O EPu
Omot albuma je jednostavna slika fotografirana tijekom promocijskog snimanja za album It's Not Me, It's You. Na albumu se nalaze 4 pjesme: Cenzurirana verzija pjesme "Fuck You", obradu hita Britney Spears "Womanizer", te B-strana singla "The Fear": "Kabul Shit" te "Fag Hag".

## Popis pjesama
1. "F*** You"
2. "Fag Hag"
3. "Kabul Shit"
4. "Womanizer"